# 国鉄トラ6000形貨車
国鉄トラ6000形貨車（こくてつトラ6000がたかしゃ）は、かつて日本国有鉄道（国鉄）に在籍した無蓋貨車である。

## 概要
日中戦争の進展により長尺物輸送の需要が増加したため、鋼製車体の17トン積み二軸無蓋車トラ4000形をベースに車体長を長くしたとトラ5000形が1941年に登場し、後に「長トラ」と通称される大型無蓋車各形式の原点となった。戦争の拡大による鋼材節約のため、トラ5000形をベースに木造車体としたのがトラ6000形である。製造時期としてはトム50000形に対応するトラの形式に相当する。

### 製造
1941年（昭和16年）度から1954年（昭和29年）度にかけて計6,122両が新製された。これらは1941年（昭和16年）度および1942年（昭和17年）度前半製造の戦前形、1942年度後半および1943年度製造の戦時形、1954年（昭和29年）度に製造された戦後形に区分される。
新製車のほか、戦後にトラ3500形の更新編入車1両、トラ5000形の木体化改造車147両、トムフ1形の改造車280両が編入されており、総数はのべ6,649両に及ぶ。また、戦時中の増トン改造により、476両がトキ66000形に改造され、戦後に復元されるという複雑な経過をたどっている。

### 構造
系譜的には、戦時下の輸送力増強のため、車体を限界まで伸ばし2間物の積荷を2個直列に積めるようにした、「長トラ」と呼ばれるグループに属し、車体は妻板とあおり戸が鋼製であった前級トラ5000形に比して、鋼材節約のため妻板とあおり戸が木製とされた。妻板の高さは1,100mm、あおり戸の高さは800 mmである。主要諸元は、全長9,550 mm、車体長8,750 mm、全幅2,710 mm、床面積21.2 m2、容積44.5 m3、軸距4,600 mm、自重9.1 tである。妻板が木製となった関係で、その厚みを吸収するため、台枠長が前級より100 mm延長されている。
走り装置は一段リンク式で、最高運転速度は65 km/hであった。

### 2段リンク化改造
トラ6000形は戦前、戦後を通じて、汎用の無蓋車の主力として全国で使用された。1968年（昭和43年）10月国鉄ダイヤ改正の前後に約1,300両が2段リンク式に改造され、最高速度75km/hとなった。なお、走り装置改造にもれた車両は、北海道内封じ込めのうえ、番号の頭に1を加えてトラ16000形に改称された。
1965年（昭和40年）から本形式は本格的な廃車が始まり、1983年（昭和58年）度に形式消滅となった。

## 分類

### 新製車グループ
新製車グループは、下記の3種に分類される。下記のほか、7両（トラ9520 - トラ9526）と2両（トラ12180, トラ12181）があるが、前者はトキ66000形のうち戦時形改造車の復元改造車、後者は二車現存車の改番である。

#### 戦前形
本グループは、1942年（昭和17年）から翌年にかけて製造された標準形である。3,342両が汽車製造東京支店、日本車輌製造本店・支店、川崎車輛、田中車輛、帝國車輛工業、日立製作所、新潟鐵工所で製造された。番号は、トラ6000 - トラ9519であるが、1943年度製（トラ6600 - トラ9881）の一部が製造途中で戦時形の10000番台に振り替えられた関係で、欠番がある。
台枠の基本構造はトム50000形に準じており、中梁と側梁は溝型鋼、床受梁は山型鋼、横梁と軸箱守はプレス鋼板製である。

#### 戦時形
本グループは、1943年（昭和18年）から翌年にかけて製造された一部の構造を簡略化した戦時設計車である。設計変更にともない、番号を10000番台とし、トラ10000 - トラ12179の2,180両が戦前形と同じ8社で製造された。
台枠構造は大きく変更され、鋼板のプレス成型部品を既製の溝型鋼や山型鋼の加工品で置き換えた。目的が厚鋼板の入手難対策であったのか、工数削減であったのかは不明である。また、床板については、木材の払底を考慮し、従来の250 mm幅のものに代えて200 mm幅のものを使用した。車体の塗装も基本的に省略されたが、標記のペンキが溶出することから、一部的に塗装をした車両もあった。

#### 戦後形
本グループは、1954年（昭和29年）に製造されたもので、600両（トラ12183 - トラ12782）が、日本車輌製造本店・支店、川崎車輛、協三工業、鉄道車輛工業、富士車輌、ナニワ工機、新木南車輛で製造された。戦中戦後の酷使による疲弊からの更新修繕や、後述のトキ66000形からの復元が一段落したことから、戦後初の二軸無蓋車の新製車として製造されたものである。
構造的には戦前形のものに戻されたが、床板は戦時形と同様の200 mm幅であった。軸箱守も強度向上のため設計変更されている。

### 改造編入車グループ

#### トラ3500形改造車
1943年（昭和18年）に樺太庁鉄道向けにトラ3500形が40両製造されたが、樺太に送られず本土に残された2両のうち1両が特別廃車、残る1両（トラ3502）が日本国鉄所属となった。トラ3502は1954年の更新修繕の際にトラ6000形に編入され、トラ12182と改番された。

#### トラ5000形改造車
本グループは、トラ6000形の前級にあたる鋼製無蓋車トラ5000形を、戦後の更新修繕により木体化改造したものである。1951年（昭和26年）度から1953年（昭和28年）度にかけて、当時残存していた全車（147両）が名古屋工場で改造された。番号は、原番の頭（万位）に1を付加してトラ15000 - トラ15149としたため、3両分の欠番がある。
妻板を鋼板とする設計のまま妻板を木製化したため、オリジナル車よりも荷台内法が94 mm短く、容積も21.0 m3とやや小さい。また、あおり戸の蝶番板の位置もトラ5000形時代と同様としたため、他のグループとの識別は容易である。この改造により、トラ5000形は形式消滅となった。

#### トムフ1形改造車
本グループは、戦時中に石炭・鉱石列車用として使用された、トラ6000形の緩急車版であるトムフ1形が用途を失うとともに、乗務車掌の執務環境も劣悪であったため、1953年度に郡山、新津の両工場で改造し、本形式に編入したものである。当時残存していた全車（280両）が改造の対象となり、トラ15150 - トラ15430（トラ15346欠）に改番された。それにともない、トムフ1形は形式消滅となった。
改造は、種車の上回りをすべて撤去して、新たに戦前形と同様の車体を組み立てた。そのため、荷台の寸法も戦前形と同一である。車掌室には手ブレーキが設置されていたが、これを撤去し、床下に側ブレーキを取り付けた。また、積荷の衝撃を受けるため、車掌室には強固な縦梁が取り付けられていたが、これも撤去し、蝶番板の位置もトラ6000形と同じ位置に移設された。妻柱は種車のものを再用したが、中柱はZ形の鋼材に交換されている。

## 改造・改番車

### トキ66000形
トキ66000形は、1943年（昭和18年）5月から1945年（昭和20年）3月にかけて、トラ6000形を28トン積みに増トン改造したもので、476両（トキ66007 - トキ69526。欠番あり）が鉄道省工機部で改造された。各種行われた無蓋車の増トン改造では最も大掛かりなものであり、あおり戸と妻板の上部に木製の固定式側板を追加して嵩上げし、増トンと側板の追加による重量増加を、既設の二軸の間に一軸を追加して三軸車とすることで吸収した。車体内寸は、長さ8,650 mm、幅2,444 - 2,450 mm、側面高さは1,440 mm、自重は11.6 tである。
改造後の番号は、種車の番号の頭（万位）に6を加えたものとしたが、戦時形（10000番台）を種車とした7両については7万番台とせず、トキ69520 - トキ69526と戦前形改造車の続番とした。
戦後は、何分にも無理のある改造だったこともあり、戦時中あるいは戦後の混乱期に廃車された34両を除く442両が、1950年（昭和25年）度からトラ6000形に復元改造され、番号も旧番に復した。ただし、戦時形改造車は旧番に復せず、頭から6を外した番号（トラ9520 - トラ9526）に改番されているため、戦前形の番号に戦時形が混じることとなった。1954年（昭和29年）に最後の1両が復元改造され、トキ66000形は消滅した。
復元改造を行った工場は以下のとおりである。
- 五稜郭工場 50両
- 大宮工場 100両
- 松任工場 93両
- 小倉工場 200両

合計443両であるが落成数が442両であることから、1両は状態不良車であったものと思われる。

### トラ16000形
トラ16000形は、トラ6000形のうち、二段リンク化（最高速度75 km/h）改造に漏れたものを1968年（昭和43年）10月1日ダイヤ改正に際して改称したもので、746両が対象となった。番号は、原番の頭（万位または十万位）に1を付加し、トラ16047 - トラ115273（欠番多数）とした。同ダイヤ改正後は、北海道内に封じ込めのうえ、65 km/h制限車の黄帯を標記して使用された。形式消滅は、1977年（昭和52年）度である。

### セラ1形
1959年、石炭車セラ1形の改造種車となっているが、輪軸、ブレーキ装置、連結器等の部品を流用した程度で、台枠、ホッパ等は新製されている。

## 同形車

### 天塩鉄道トラ51形
天塩鉄道（後の天塩炭礦鉄道）トラ51形は、1941年（昭和16年）12月に汽車製造東京支店で4両（トラ51 - トラ54）が製造された同形車である。1967年（昭和42年）8月の路線廃止後、トラ51 - トラ53は羽幌炭礦鉄道に譲渡されたが、1969年（昭和44年）3月に廃車となった。

### 樺太庁鉄道トラ3500形
樺太庁鉄道トラ3500形は、1942年（昭和17年）度（落成は1943年（昭和18年）3月）に、日本車輌製造支店で40両（トラ3500 - トラ3539）が製造された同形車である。自動連結器の高さが700 mmとトラ6000形に比べて180 mm低いのみである。これらは、樺太に送られる前の短期間、内地の鉄道で使用された。樺太に送られた38両は、敗戦による樺太喪失により除籍され、内地には2両が残ったが、1両が特別廃車により、1両が1954年（昭和29年）に更新修繕のうえトラ6000形に編入され、消滅した。

### 大井川鉄道トラ10形
大井川鉄道トラ10形は、1948年（昭和23年）に5両（トラ11 - トラ15）が川崎車輛で製造された同形車である。国鉄直通車として使用されたが、1968年（昭和43年）10月1日国鉄ダイヤ改正に際しては、高速化改造を行わなかったため、国鉄直通認可が取り消された。

## 関連形式

### トムフ1形
トムフ1形は、1943年（昭和18年）度（落成は1944年（昭和19年））に製造された無蓋緩急車である。トラ6000形戦時形の車体中央部に車掌室と手ブレーキを設けたもので、300両（トムフ101 - トムフ400）が製造された。側面形状は凸形で、荷台は前後に分かれており、荷重は15トンである。全長9,550 mm、車体長8,750 mm、全幅2,714 mm、車掌室の全長は1,400 mm、自重は9.6 tである。
石炭・鉱石輸送列車の輸送力増強用として製造されたものだが、戦後は用途を失い、車掌室も手狭で執務環境が劣悪であったため、昭和28年度貨車更新修繕（昭和28年5月8日通達）により郡山工場にて197両、新津工場にて85両（当時残存していた282両）がトラ6000形に改造され、形式消滅した。この改造によるトラ6000形の落成数は、280両であることから、2両は状態不良車であったものと思われる。

## 譲渡
1951年（昭和26年）2月に、3両（トラ6190, トラ8141, トラ1040）が三井芦別鉄道に譲渡され、トラ6000形（トラ5 - トラ7）となった。国鉄直通車として使用された。このほかに、同社のトムフ1形（トムフ1。旧国鉄トムフ211。1951年2月譲渡）が1951年（昭和26年）6月に車掌室を撤去し、トラ6000形（トラ9）に編入されている。これも国鉄直通車であった。
同年6月に、2両（トラ10854, トラ8626）が、倉敷市交通局（現在の水島臨海鉄道）に譲渡され、トラ20形（トラ21, トラ22）となったが、1954年（昭和29年）にトラ70形（トラ71, トラ72）に改番された。これらは、八幡製鉄所が戦災車の払い下げを受けたものを、譲り受けたものである。